# Ambulyx liturata
Ambulyx liturata är en fjärilsart som beskrevs av Butler 1875. Ambulyx liturata ingår i släktet Ambulyx och familjen svärmare. Inga underarter finns listade i Catalogue of Life.

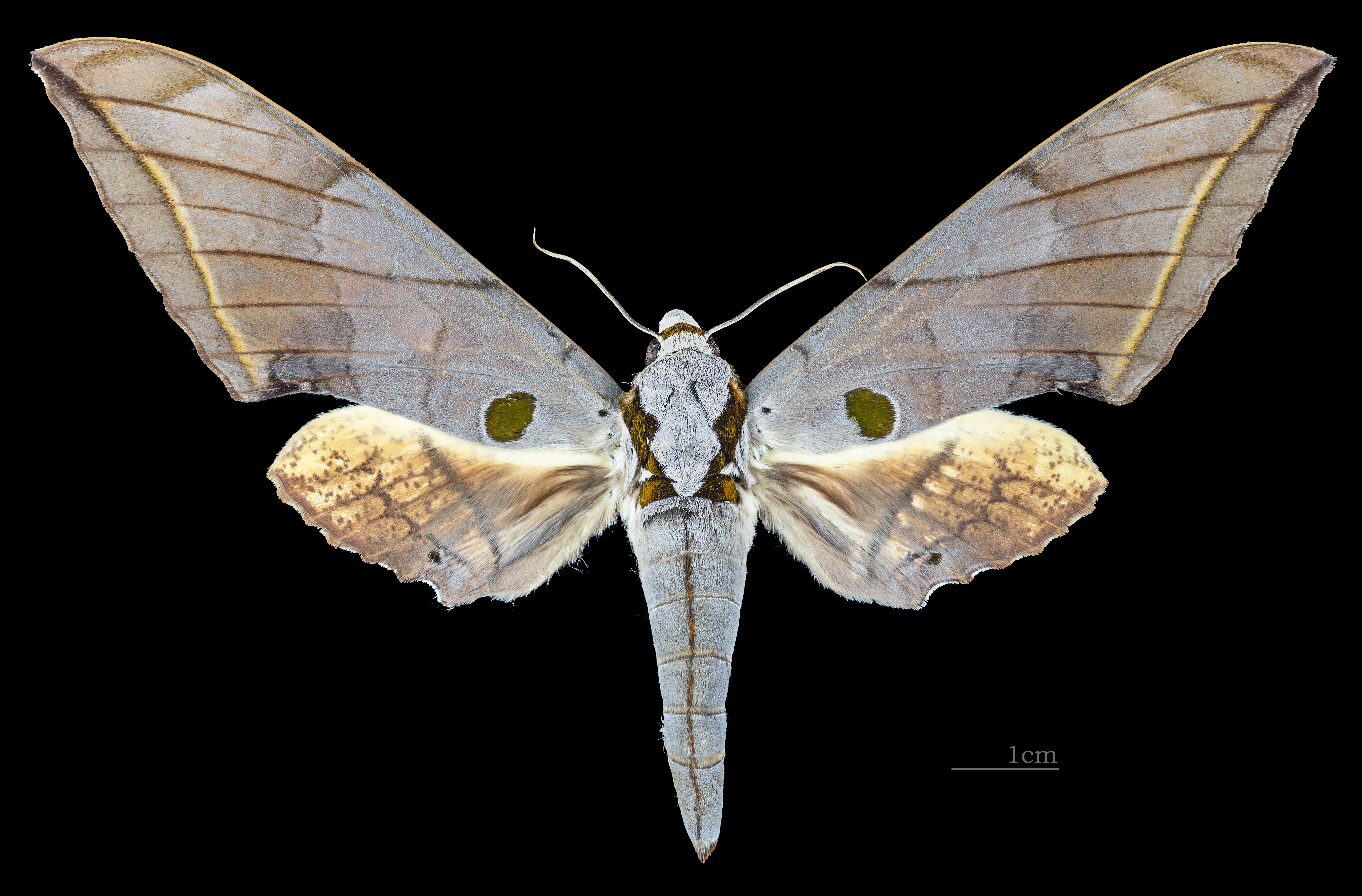
♀
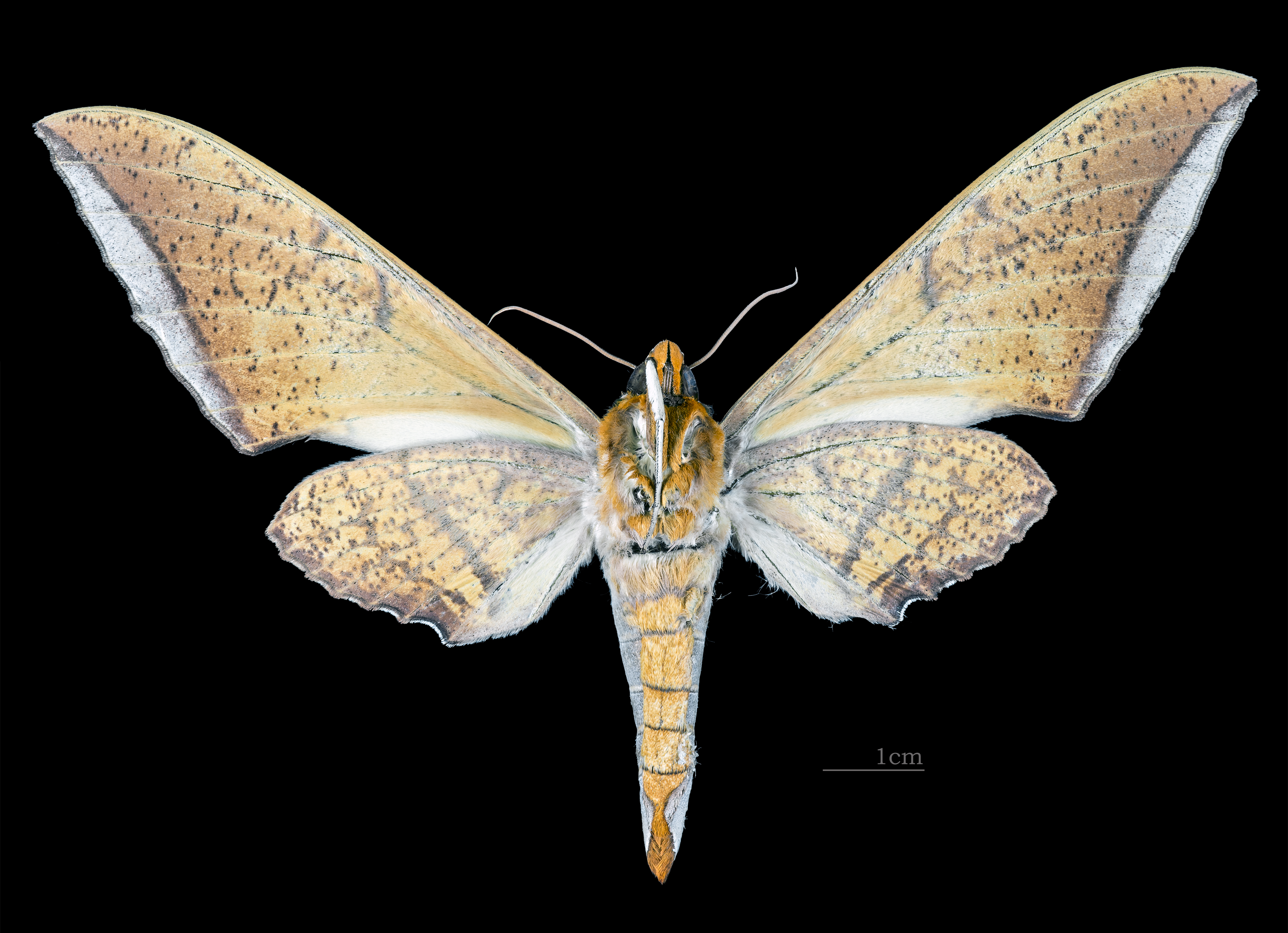
♀ △